# 파벨 로트미스트로프

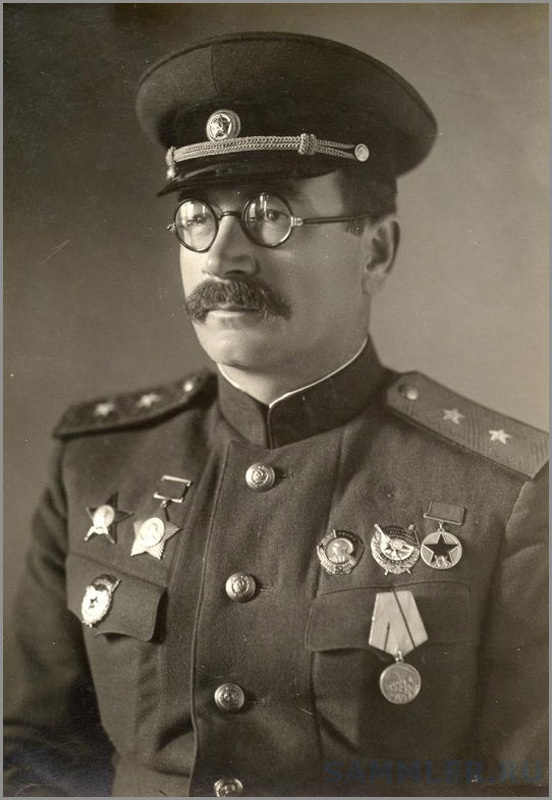

파벨 알렉세예비치 로트미스트로프(러시아어: Павел Алексеевич Ротмистров, 1901년7월 6일 ~ 1982년 4월 6일)는 제2차대전때 활약한 소련군의 기갑부대 지휘관이다. 1943년 쿠르스크 전투에서 제5전차군을 이끌고 독일군 최정예 부대인 무장친위대 다스 라이히사단, 라이프슈탄다르테 아돌프히틀러사단과 프로호로프스카에서 격돌하여 큰 피해를 입었지만, 진격을 저지하는 데 성공했다. 이 전투는 쿠르스크 전투에서 결정적인 전투의 하나로 꼽히며 사상 최대의 기갑전으로 알려져 있다.
이후 1944년 바그라티온 작전에서도 제5전차군을 이끌고 활약하지만, 중간에 해임되었다. 이는 민스크에서 큰 손실을 입었기 때문이라고 추정된다. 이후 야전 지휘관으로 나서지 못하고 참모장교로 일했다. 후에 기갑군상원수(러시아어: главные Маршалы бронеанкоых бойск 글라브늬에 마르샬릐 브로녜탕코븨흐 보이스크[*], 영어: Chief Marshals of Armoured Troops)까지 승진했다.